# Amauromyza nipponensis
Amauromyza nipponensis är en tvåvingeart som först beskrevs av Mitsuhiro Sasakawa 1955.  Amauromyza nipponensis ingår i släktet Amauromyza och familjen minerarflugor. Inga underarter finns listade i Catalogue of Life.